# خايرو بويرتو
خايرو بويرتو (بالإسبانية: Jairo Puerto)‏ هو لاعب كرة قدم هندوراسي في مركز الهجوم، ولد في 28 ديسمبر 1988 في Santa Ana, Francisco Morazán ‏ في هندوراس. لعب مع C.D. Honduras Progreso ‏.

## وصلات خارجية
- خايرو بويرتو على موقع قاعدة بيانات كرة القدم.إي يو (الإنجليزية)
- خايرو بويرتو على موقع ناشيونال فوتبول تيمز (الإنجليزية)
- خايرو بويرتو على موقع Soccerway.com (الإنجليزية)